# Frans Michaël Kempe
Frans Michaël Kempe, född 9 juli 1911 i Hemsö, Västernorrlands län, död 10 december 1978[var?], var en svensk konstnär och diktare. 
Kempe var son till direktör Johan Carl Kempe och Helfrid Ingeborg Margarethe Hammarberg. Från 1937 var han gift med Ingrid Mathilda Lithander. Kempe studerade vid Otte Skölds målarskola i Stockholm 1930-1931, i München och Florens 1931-1933 samt i Paris 1933-1934. På 1930-talet var han under flera år bosatt och verksam i Skagen. Separat ställde han ut sitt måleri på Galerie Moderne i Stockholm 1934 vilket följdes upp med separatutställningar på De ungas salong, Gummesons konsthall, konstgalleriet i Göteborg samt i Norrköping, Linköping, Örnsköldsvik och Borås. Tillsammans med Rudolf Abrahamsson och Stig Blomberg ställde han ut på Värmlands museum 1945. Han medverkade i samlingsutställningar med Sveriges allmänna konstförening och i den svenska utställningen i Köpenhamn. Hans måleri består av stilleben, porträtt, figurmotiv, interiörer och landskap, från Skagen, Särö och den svenska västkusten i olja eller akvarell. 1961 gav han ut diktsamlingen Epigram. Kempe är representerad vid Moderna museet, Norrköpings konstmuseum, Linköpings museum och Malmö museum. 1982 gav Örnsköldsviks museum ut en katalog över honom som även omfattar några av hans dikter.